# Deggendorfer SC
Der Deggendorfer SC ist ein Eishockeyverein aus der Stadt Deggendorf, deren 1. Mannschaft derzeit in der Oberliga spielt. Neben der 1. Mannschaft unterhält der Club noch diverse Nachwuchsmannschaften in allen Altersklassen, jeweils in den höchsten Spielgruppen Bayerns, sowie eine Eiskunstlaufabteilung.

## Geschichte

### Der Anfang – Ski-Club Deggendorf
Die ersten Gehversuche im Deggendorfer Eishockey datieren aus den späten 1940er Jahren. Gespielt wurde damals auf zugefrorenen Weihern rund um die Stadt oder auf Tennisplätzen, auf denen man Eis bereitet hatte. 1953 traten die Hobbyspieler als Sparte dem Ski-Club Deggendorf (SCD) bei. Zwei Jahre später konnte man sich über die Eröffnung des Natureisstadions an der Edlmairstraße freuen, zu dessen Eröffnung der Oberligist (damals höchste Spielklasse) Preußen Krefeld zu einem Freundschaftsspiel in Deggendorf gastierte. Ab der Saison 1955/56 nahm der SC Deggendorf am Spielbetrieb in der Kreisklasse Ost teil. Wegen der immer milder werdenden Winter wurde es immer schwieriger, den Spielbetrieb aufrechtzuerhalten, so dass von 1964 bis 1975 die Teilnahme am regulären Spielbetrieb eingestellt werden musste. Erst mit dem Bau des Eisstadions an der Trat ging es mit dem Eishockey in der Donaustadt wieder aufwärts. Im Dezember 1973 konnte das neue Stadion eingeweiht werden, die Fertigstellung des Dachs erfolgte ein Jahr später. Bis zur Saison 1975/76 begnügte man sich mit Freundschaftsspielen, um Schritt für Schritt eine spielfähige Mannschaft zusammenstellen, mit der man dann in der untersten Liga, der Bayernliga, an den Start gehen konnte.

### Die erfolgreichen Jahre – Deggendorfer Schlittschuh-Club
Aufgrund der Liganeueinteilung rutschte der SC Deggendorf in die Regionalliga Süd nach. Da dem Stammverein das wirtschaftliche Risiko zu groß war, trennte sich die Eishockeyabteilung des Ski-Clubs am 22. Juni 1976 vom Hauptverein und trat nun als Deggendorfer Schlittschuh-Club (DSC) an. Die Regionalligasaison 1976/77 schloss man als Vizemeister ab und konnte unter dem Kommando des Spielertrainers und ehemaligen Nationalspielers Kurt Schloder den Aufstieg in die Oberliga Süd feiern.
Um den Klassenerhalt in der Oberliga Süd 1977/78 zu bewerkstelligen, wurde die Mannschaft mit auswärtigen Spielern gezielt verstärkt. Als absolute Glückstreffer erwiesen sich die beiden kanadischen Kontingentspieler Rick Hindmarch und Jim Setters, die in den folgenden Jahren zu absoluten Topstars avancierten und Garanten des Erfolges wurden. Die Saison wurde unter Trainer Fred Holger mit der Vizemeisterschaft hinter dem EV Regensburg erfolgreich abgeschlossen und auch der Zuschauerzuspruch übertraf alle Erwartungen. In der Aufstiegsrunde zur 2. Bundesliga wurde man Vierter. Die Option anstelle des EC Peiting in die 2. Bundesliga nachzurücken, nahm man nicht wahr. Mit etlichen Deutschkanadiern verstärkt, schloss man die zweite Saison in der Oberliga Süd 1978/79 als Meister ab und schaffte in der Aufstiegsrunde ebenfalls den ersten Platz und stieg in die 2. Bundesliga auf.
Die erste Zweitligasaison 1979/80 konnte man sensationell als Vierter beenden, 3000 Zuschauer und mehr waren damals keine Seltenheit. Die zweite Zweitligasaison 1980/81 schloss man als Dritter ab. Die Folgen des Passfälscherskandals gingen jedoch auch am Deggendorfer Eishockey nicht spurlos vorbei. In der Saison 1981/82 musste der DSC finanziell kürzertreten, die Zuschauerzahlen waren rückläufig. Die Teilung der Liga in eine Nord- und eine Südgruppe verstärkte die schwindende Begeisterung. Konnte man in der Vorrunde noch den zweiten Platz erreichen, wurde die Teilnahme an der Aufstiegsrunde, in der man verletzungsbedingt wenig zu bestellen hatte, nur durch das vorzeitige Ausscheiden des EHC 70 München möglich. Sportlich gesehen war die Saison 1981/82 die bis dato erfolgreichste im Deggendorfer Eishockey, aber wirtschaftlich war der Verein schwer angeschlagen. Eine erneute Ligaumstrukturierung wollte man nicht mitmachen und ein Rückzug in die Oberliga Süd wurde ebenfalls ausgeschlagen. Man begann wieder in der Landesliga. 1983 wurde der Deggendorfer Schlittschuh-Club abgewickelt und mit der Gründung des Deggendorfer Eissport-Clubs (DEC) ein neuer Anfang gemacht.

### Erster Neubeginn – Deggendorfer Eissport-Club

DEC

Nach der Pleite 1982 verschwand das Deggendorfer Eishockey von der bundesweiten Bildfläche. Mit einer Mannschaft aus Juniorenspielern und Reservisten aus der zweiten Mannschaft wagte man in der Landesliga Bayern 1982/83 den Neuanfang. Sofort stieg man in die Bayernliga auf und der Wechsel vom DSC zum DEC wurde vollzogen. Ein Jahr später rückte man am „Grünen Tisch“ in die Regionalliga Süd nach, in der man in der Saison 1984/85 Meister wurde. Die deutsche Regionalligameisterschaft musste man jedoch dem EC Ratingen überlassen. In der Aufstiegsrunde scheiterte man knapp, doch wieder rückte man aufgrund von Liganeueinteilungen (Einführung der Oberliga Mitte) und finanziellen Schwierigkeiten anderer Vereine nach und startete 1985/86 in der Oberliga Süd.
In den ersten beiden Saisons kam man mit einem zum größten Teil aus Einheimischen bestehenden Kader über den Ligaerhalt nicht hinaus, um in der Saison 1987/88 als Überraschungsmannschaft der Liga die Aufstiegsrunde zu erreichen, in der man gleichwohl nichts zu bestellen hatte. Die nachfolgende Saison wurde zur sportlich schwärzesten und endete mit einem blamablen Abstieg in die Regionalliga. Nach einem rigorosen Umbau der Mannschaft erreichte man unter der Regie des neuen Publikumsliebling Brian Varga die deutsche Regionalliga-Meisterschaft und die Rückkehr in die Oberliga. Die Entscheidung fiel ausgerechnet in einem Platzierungsspiel gegen den Erzrivalen EHC Straubing.
Bis zur Einführung der 1. Liga Süd in der Saison 1994/95 war der DEC fester Bestandteil der Eishockey-Oberliga. Wenngleich man meist den Sprung in die Aufstiegsrunde verpasste, war der DEC unangefochtener Publikumsliebling und Stadtgespräch Nummer eins in Deggendorf. Durch die Einführung der DEL wurde auch der Unterbau des deutschen Eishockeys umgestaltet und aus der Oberliga Süd wurde die 1. Liga Süd. Für das Deggendorfer Eishockey begann eine zweite erfolgreiche Phase. Nach der Einführung der eingleisigen 2. Bundesliga 1992/93 und deren Abschaffung 1994 füllte sich die Liga mit attraktiven Gegnern (Bad Tölz, Füssen, Landsberg, Riessersee), die für beachtliche Zuschauerzahlen sorgten, die sich meist jenseits der 2000er-Grenze bewegten. Spätestens das Bosman-Urteil sorgte dafür, dass immer mehr bekannte Namen und Vollprofis die Liga und auch die Deggendorfer Kabine bevölkerten. Um das Wirtschaften bei den „Flames“, so der Beiname seit der Saison 1996/97, zu vereinfachen und die Gemeinnützigkeit des Stammvereins nicht zu gefährden, wurde eine GmbH gegründet.
Die Wiedereinführung einer eingleisigen 2. Bundesliga in der Saison 1997/98, an deren Qualifikation man nur knapp scheiterte, hatte für das Deggendorfer Eishockey weitreichende Konsequenzen. Das Publikum fasste die Teilnahme an der Oberliga Süd als Rückstufung auf und die wichtigsten Zuschauermagneten wie Bad Tölz, Riessersee, Heilbronn u. a. spielten höherklassig und die neuen Gegner aus Haßfurt oder Ulm konnten diesen Verlust nicht adäquat kompensieren. Der Verein steckte in einer Zwickmühle und man versuchte mit kostspieligen Verpflichtungen den Sprung in die Zweitklassigkeit nachzuholen. Unstimmigkeiten im Umfeld, die alljährlichen Änderungen des Spielmodus, ständige Veränderungen der Mannschaft und ein als unattraktiv angesehenes Spielsystem verschärften die Situation weiter und auch bei den Zuschauern saß das Geld nicht mehr so locker wie einst. Nach der Saison 2001/02 waren die „Flames“ nicht mehr zu retten und mussten Insolvenz melden. Ironie des Schicksals war der Gewinn der deutschen Meisterschaft durch die Junioren, der größte sportliche Erfolg der Vereinsgeschichte.

### Der zweite Neubeginn unter altem Namen

Logo des neuen DSC

Ein paar Jahre vor dem finanziellen Exitus der Deggendorf Flames GmbH und dem damit verbundenen Untergang des Deggendorfer Eissport-Clubs e. V. hatten ehemalige Spieler einen Hobbyverein gegründet und ihm den Namen des 1983 aufgelösten Deggendorfer Schlittschuh-Club gegeben. Die Mitglieder des DEC, inkl. aller Nachwuchsspieler und der Eiskunstläufer, traten dem DSC bei, der dies mit gemischten Gefühlen sah, weil man nun im eigenen Verein nicht mehr die Mehrheit besaß.
Zu der Zeit spielte die Mannschaft des DSC in der Bezirksliga Bayern und schaffte in der Saison 2001/02 als Meister der Bezirksliga Gruppe Ost den Aufstieg in die Landesliga. In der Saison 2002/03 nahm die neu aufgestellte zweite Mannschaft an der Bezirksliga teil. In dieser Saison wurde der Aufstieg in die Bayernliga erst im Playoff-Halbfinale gegen den TuS Geretsried verpasst. 2004/05 stieg die Mannschaft als Vizemeister der Landesliga hinter dem ECDC Memmingen in die Bayernliga auf.
In der Saison 2005/06 belegten die Deggendorfer als Aufsteiger den siebten Platz und schieden in den Playoffs gegen den EHC Waldkraiburg aus. Die darauffolgende Spielzeit übernahm Günter Eisenhut von Toni Brenner das Traineramt. Nach der Vorrunde belegte die Mannschaft Platz zwei hinter dem niederbayrischen Rivalen Passau und errang in den Play-offs den Vizemeistertitel. Damit durfte sich Deggendorf für die Saison 2007/08 in der Oberliga bewerben. Nachdem die Unterlagen eingereicht und eine Bürgschaft hinterlegt worden waren, erteilte die ESBG dem Deggendorfer SC die Lizenz für die Oberliga. Nach mehreren Anläufen einigte sich die Vorstandschaft 2006 darauf, wieder einen Beinamen einzuführen. Der Name „Fire“ ist eine Anlehnung an den Vorgängerverein DEC „Flames“, der in der ganzen Region sehr beliebt war und damit eine Identifikation geschaffen wurde.
Die erste Oberliga-Saison nach fünf Jahren beendete „Fire“ aus sportlicher Sicht mit dem achten Platz und sicherte sich in der ersten Runde der Play-downs gegen den TEV Miesbach den Klassenerhalt. Vor der Saison 2008/09 herrschte große Euphorie durch die Aussagen von Trainer Bernie Englbrecht, der die Meinung vertrat, er könne mit dieser Mannschaft die Playoffs erreichen. Als infolge der sportlichen Talfahrt das Klassenziel nicht zu erreichen war, trennte man sich in beidseitigem Einvernehmen von Englbrecht. Da der darauf folgende Trainer Gert Kompain ebenfalls nicht den sportlichen Niedergang stoppen konnte, trennte man sich auch von ihm. Somit übernahm der ehemalige Fire-Spieler Michael Winnerl das Traineramt. Unter seiner Leitung konnte sich die Mannschaft den vorletzten Platz sichern und entkam somit dem Abstieg in die Bayernliga.

### Der Umbruch
Der Verein strukturierte sich vor der Saison 2009/10 gravierend um. Mit neuer Vorstandschaft, sportlicher Leitung und Trainerteam ging man in die Saisonvorbereitung. Mit Florian Schäfer fand man einen Nachfolger, der das Amt des 1. Vorsitzenden von Uschi Stern übernahm. Mit Michael Winnerl übernahm ein ehemaliger Spieler von „Fire“ den Posten des sportlichen Leiters. Eine große Überraschung gab es, als Norbert Weber, ehemaliger Jugendtrainer des DSC, die Stelle des Chef-Trainers besetzte. Da die neuen Verantwortlichen noch mit Altlasten aus der Vorsaison zu kämpfen hatten, beschloss man, das Beste aus dem Gegebenen zu machen. So verpflichtete man neben den bekannten Deggendorfern Eigengewächsen junge, hungrige Spieler. Mit viel Geschick gelang es der sportlichen Führung, den einen oder anderen erfahrenen Spieler nach Deggendorf zu holen, die sich auch schon bei höherklassigen Vereinen einen Namen gemacht hatten. Der Verein war am Anfang der Saison der einzige Club der Oberliga, der ohne einen Ausländer am Spielbetrieb teilnahm. Das neue Konzept ging auf. Zwar wurde „Fire“ denkbar knapp Letzter der laufenden Saison, so wusste die Mannschaft aber stets durch Leistung und Kampf – vor allem das heimische Publikum – zu überzeugen. Das neue Konzept soll auch in Zukunft so fortgeführt werden.
Erfreuliches gelang der Schülermannschaft des Deggendorfer SC. Sie wurde ungeschlagen Bayerischer Meister und konnte sich somit in zwei Spielen, gegen die Schüler des Heilbronner EC – die Heilbronner „Jungfalken“ – den Aufstieg in die Bundesliga sichern.
Die Vorfreude auf die Oberliga-Saison 2010/11 war groß. Nicht nur, dass man nach einer gefühlten Ewigkeit mit dem alten Rivalen und Derby-Nachbarn aus Regensburg gemeinsam in derselben Liga antreten konnte, sondern auch eine Neuverpflichtung ließ in Deggendorf aufhorchen. Mike Sullivan, der zwei Jahre zuvor im DSC-Trikot den Sprung in die 2. Eishockey-Bundesliga geschafft hatte, kehrte nach seinem Gastspiel bei den Lausitzer Füchsen nach Niederbayern zurück. Das Grundgerüst der „wilden Truppe“ der Vorsaison konnte weitestgehend gehalten werden.
Das erste Saisondrittel verlief für „Fire“ allerdings wenig erfolgreich. Man schied bereits in der 1. Runde des DEB-Pokals gegen die U 20-Nationalmannschaft aus. Nach deutlichen Niederlagen standen Mannschaft und vor allem Trainer Weber stark in der Kritik.
Nach einer deutlichen Leistungssteigerung um Weihnachten verstummten allerdings die Kritiker. Die Mannschaft bestach wie schon in der Vorsaison durch Einsatz und Willen. Auch Sullivan und sein Landsmann Joe Rand konnten ab der zweiten Saisonhälfte ihr Können oft unter Beweis stellen und zählten u. a. zu den Leistungsträgern der Mannschaft. Außerdem erarbeitete sich der DSC einen gefürchteten Ruf als „Overtime-Schreck“, da man deutlich die meisten Spiele in der Verlängerung für sich entscheiden konnte.
Letztendlich qualifizierte man sich das erste Mal seit dem Oberliga-Aufstieg für die Playoffs und trat somit gegen den Zweitplatzierten der Oberliga Süd, den SC Riessersee an. Obwohl man aus Deggendorfer Sicht die Garmischer in dieser Saison als eine Art Lieblingsgegner zu bezeichnen wusste, unterlag man im fünften und alles entscheidenden Spiel im Olympia-Eisstadion knapp mit 2:1 n. V.
In der Saison 2017/18 wurde die Mannschaft unter Trainer John Sicinski Meister der Oberliga Süd. Zu den Leistungsträgern der Meistermannschaft gehörten Curtis Leinweber und Kyle Gibbons. Auch die wirtschaftlichen Gegebenheiten für einen Aufstieg in die DEL2 wurden erfüllt, sodass der DSC den Sprung in die zweithöchste deutsche Spielklasse schaffte. In der Saison 2018/19 belegte der DSC den 14. und letzten Platz in der DEL2, verlor die anschließenden zwei Play-down-Runden und kehrte damit in die Oberliga zurück.

## Erfolge
- Aufstieg in die DEL2 2018
- 2. Bundesliga Dritter Platz 1981
- Vizemeister 2. Bundesliga Süd 1982
- Aufstieg in die 2. Bundesliga 1979
- Deutscher Oberliga-Meister 1979
- Deutscher Oberliga-Vizemeister 2018
- Süddeutscher Meister 2018
- Vizemeister 1. Eishockey-Liga Süd 1999
- Aufstieg in die Oberliga 1977, 1985, 1990, 2007
- Vizemeister Oberliga Süd 1978, 1994
- Deutscher Regionalliga-Meister 1990
- Meister Regionalliga Süd 1985

## Spielzeiten
| Deggendorfer SC |             |        |                    |
| Saison          | Liga        | Klasse | Platzierung        |
| 1976/77         | RL-Süd      | I V    | Vizemeister ↑      |
| 1977/78         | OL-Süd      | I I I  | Vizemeister        |
| 1978/79         | Oberliga    | I I I  | Meister ↑          |
| 1979/80         | 2. BL       | I I    | 5. Platz           |
| 1980/81         | 2. BL       | I I    | 3. Platz           |
| 1981/82         | 2. BL       | I I    | 5. Platz Rückzug ↓ |
| 1982/83         | BLL         | V I    | Aufstieg ↑         |
| Deggendorfer EC |             |        |                    |
| Saison          | Liga        | Klasse | Platzierung        |
| 1983/84         | BYL         | V      | Aufstieg ↑         |
| 1984/85         | RL-Süd      | I V    | Meister ↑          |
| 1985/86         | Oberliga    | I I I  | 11. Platz          |
| 1986/87         | Oberliga    | I I I  | 9. Platz           |
| 1987/88         | OL-Süd      | I I I  | 5. Platz           |
| 1988/89         | Oberliga    | I I I  | 14. Platz ↓        |
| 1989/90         | RL          | I V    | Meister ↑          |
| 1990/91         | Oberliga    | I I I  | 12. Platz          |
| 1991/92         | OL-Süd      | I I I  | 8. Platz           |
| 1992/93         | OL-Süd      | I I I  | 13. Platz          |
| 1993/94         | OL-Süd      | I I I  | 2. Platz ↑         |
| 1994/95         | 1. Liga HPL | I I    | 9. Platz           |
| 1995/96         | 1. Liga HPL | I I    | 11. Platz          |
| 1996/97         | 1. Liga HPL | I I    | 7. Platz           |
| 1997/98         | 1. Liga HPL | I I    | 10. Platz ↓        |

| Deggendorfer EC |             |        |             |             |
| Saison          | Liga        | Klasse | Platzierung | Zuschauer ⌀ |
| 1998/99         | 1. Liga Süd | I I I  | 2. Platz    | 1.033       |
| 1999/00         | OL-Süd      | I I I  | 9. Platz    |             |
| 2000/01         | OL-Süd      | I I I  | 6. Platz    | 1.071       |
| 2001/02         | Oberliga    | I I I  | 4. Platz ↓  | 927         |
| Deggendorfer SC |             |        |             |             |
| Saison          | Liga        | Klasse | Platzierung | Zuschauer ⌀ |
| 2002/03         | BLL         | V      | 4. Platz    |             |
| 2003/04         | BLL         | V      | 3. Platz    |             |
| 2004/05         | BLL         | V      | 2. Platz ↑  | 493         |
| 2005/06         | RL-BYL      | I V    | 7. Platz    | 296         |
| 2006/07         | RL-BYL      | I V    | 2. Platz ↑  | 800         |
| 2007/08         | Oberliga    | I I I  | 8. Platz    | 799         |
| 2008/09         | OL-Süd      | I I I  | 8. Platz    | 637         |
| 2009/10         | Oberliga    | I I I  | 11. Platz   | 615         |
| 2010/11         | OL-Süd      | I I I  | 7. Platz    | 650         |
| 2011/12         | OL-Süd      | I I I  | 5. Platz    | 953         |
| 2012/13         | OL-Süd      | I I I  | 9. Platz    | 756         |
| 2013/14         | OL-Süd      | I I I  | 10. Platz   | 647         |
| 2014/15         | OL-Süd      | I I I  | 8. Platz    | 726         |
| 2015/16         | OL-Süd      | I I I  | 7. Platz    | 978         |
| 2016/17         | OL-Süd      | I I I  | 5. Platz    | 927         |
| 2017/18         | OL-Süd      | I I I  | Meister ↑   | 1.866       |
| 2018/19         | DEL 2       | I I    | 14. Platz ↓ | 2.010       |
| 2019/20         | OL-Süd      | I I I  | 4. Platz    | 1.922       |

- Hacker Pschorr-Liga entsprach von 1994 bis 1998 der zweithöchsten Spielklasse, ↑ Aufstieg – Abstieg ↓ Quelle: eishockey-online.com[4]

| Deggendorfer SC ab 2020 | Deggendorfer SC ab 2020 | Deggendorfer SC ab 2020 | Deggendorfer SC ab 2020 | Deggendorfer SC ab 2020 | Deggendorfer SC ab 2020 | Deggendorfer SC ab 2020 | Deggendorfer SC ab 2020                                                              | Deggendorfer SC ab 2020 |
| Saison                  | Liga                    | Klasse                  | Gruppe                  | Platzierung             | PO                      | PD                      | Endplatzierung                                                                       | Zuschauer ⌀             |
| ----------------------- | ----------------------- | ----------------------- | ----------------------- | ----------------------- | ----------------------- | ----------------------- | ------------------------------------------------------------------------------------ | ----------------------- |
| 2020/21                 | Oberliga                | I I I                   | Süd                     | 6. Platz                |                         |                         | Nach positiven Corona-Tests im Team konnte der DSC an den Play-offs nicht teilnehmen | –                       |
| 2021/22                 | Oberliga                | I I I                   | Süd                     | 5. Platz                | x                       |                         | Achtelfinale                                                                         | 938                     |
| 2022/23                 | Oberliga                | I I I                   | Süd                     | 3. Platz                | x                       |                         | Viertelfinale                                                                        |                         |

## Trainer
| Deggendorfer EC                                                                  |           |
| Name                                                                             | Amtszeit  |
| Peter Poschadl                                                                   | 1984/85   |
| Peter Poschadl Jiri Wabenegger (Interimstrainer)                                 | 1985/86   |
| Kurt Schloder Rick Bourbonnais & Peter Stern (Spieler, Qualifikationsrunde)      | 1986/87   |
| Gebhard Schweser                                                                 | 1987/88   |
| Martin Wild (erste Saisonhälfte) Michael Eibl Jochen Schneidermeier (Saisonende) | 1988/89   |
| Brian Varga (Spielertrainer)                                                     | 1989–1992 |
| Josef Menauer sen. (erste Saisonhälfte) Klaus Auhuber                            | 1991/92   |
| Klaus Auhuber (Saisonbeginn) Jiri Ehrenberger                                    | 1992/93   |
| Jiri Ehrenberger                                                                 | 1993–1995 |
| Jiri Ehrenberger Alex Andjelic (Saisonende)                                      | 1995/96   |
| Kim Collins                                                                      | 1996–1999 |
| Bohumil Kratochvil, Franz Hejcik (Co-Trainer) Ron Chyzowski (Saisonende)         | 1999/00   |
| Ron Chyzowski                                                                    | 2000–2002 |

| Deggendorfer SC                                                      |           |
| Name                                                                 | Amtszeit  |
| Toni Brenner                                                         | 2002–2006 |
| Günter Eisenhut                                                      | 2006–2008 |
| Bernie Englbrecht Gert Kompain Michael Winnerl                       | 2008/09   |
| Norbert Weber                                                        | 2009–2011 |
| Norbert Weber (erste Saisonhälfte) Kim Collins (zweite Saisonhälfte) | 2011/12   |
| Rudolf Sternkopf (4 Spiele) Eduard Uvíra                             | 2012/13   |
| Jan Benda sen. Jiri Otoupalik                                        | 2013/14   |
| Jiří Otoupalík                                                       | 2014/15   |
| Jiří Otoupalík Christian Zessack                                     | 2015/16   |
| John Sicinski                                                        | 2016–2019 |
| John Sicinski Otto Keresztes Kim Collins (Play-downs DEL2)           | 2018/19   |
| Dave Allison                                                         | 2019/20   |
| Henry Thom                                                           | 2020/21   |
| Chris Heid                                                           | 2021/22   |

### Nachwuchsmannschaften
| - Deutscher Eishockey-Juniorenmeister 2002 - Bayerischer Vizemeister Knaben 2007 | - Aufstieg zur Bundesliga Schüler 2010 - Bayerischer Meister Schüler 2004, 2010 |  |

## Spielstätte
Der Deggendorfer SC trägt seine Heimspiele im Eisstadion Deggendorf aus, das von 1972 und 1973 in zwei Bauabschnitten errichtet wurde. Seit einer Sanierung im Jahr 2013 hat die Halle ein Fassungsvermögen von 2.790 Plätzen.

## Inlinehockey
Die Mannschaft Deggendorf Fire des Deggendorfer SC nahm seit 2008 an der Deutschen Inline Hockey Liga teil und erreichte 2008 das Halbfinalturnier.

## Medien
- Niederbayern TV Deggendorfer SC